# Lago Mio
Lago Mio ist ein Film des Regisseurs Jann Preuss aus dem Jahr 2005, gedreht in der Schweiz. Der Film wurde am Genfer Filmfestival „Cinema Tout Ecran“ mit dem Preis für den besten Schweizer Fernsehfilm ausgezeichnet.

## Handlung
Weil der als Werbetexter arbeitende Flo zu viel arbeiten muss, verlässt ihn seine Freundin Nicole. Als er zwei Monate nach ihrer Trennung erfährt, dass sie mit Jürg nach Afrika fliegen will, ist es für ihn höchste Zeit, sie zurückzuerobern.

## Kritiken
„Turbulentes, nur auf Oberfläche bedachtes Feel-Good-Movie, das sich in der heutigen Zeit wie ein einziger Anachronismus ausnimmt und in Machart und Gesinnung an die deutschen Reise- und Urlaubsfilme der 1950er- und 1960er-Jahre erinnert.“

„Eine romantische Komödie der turbulenten Art.“